# جيريمي سترونج
جيريمي سترونج (بالإنجليزية: Jeremy Strong)‏ هو كاتب بريطاني، ولد في 18 نوفمبر 1949 في إلتام ‏ في المملكة المتحدة.

## وصلات خارجية
- الموقع الرسمي
- جيريمي سترونج على موقع IMDb (الإنجليزية)
- جيريمي سترونج على موقع ميوزك برينز (الإنجليزية)